# Brögberner Teiche – Baccumer Bruch
Brögberner Teiche – Baccumer Bruch ist ein Landschaftsraum im Osten der Stadt Lingen (Ems). Er erstreckt sich von östlich der Ortschaft Brögbern bis nördlich der Ortschaft Baccum.
Der rund 1000 Hektar große Landschaftsraum war im Rahmen des Projektes „Faszination Boden“, welches von den Landkreisen Osnabrück, Grafschaft Bentheim, Emsland, Vechta und der Stadt Osnabrück (OBE-Region) initiiert wurde, Außenstandort der Expo 2000 in Hannover. In dem vom Bundesamt für Naturschutz, dem Land Niedersachsen und dem Landkreis Emsland geförderten Entwicklungs- und Erprobungsvorhaben (E+E-Vorhaben) „Ökologisch orientierter Rückbau des Naturraumes Schillingmanngraben/Brögberner Teiche“ wurde hier untersucht, welche ökologischen Verbesserungen zu erreichen sind, wenn etwa 10 Prozent der Landschaft unter naturschutzfachlichen Gesichtspunkten genutzt, gepflegt und entwickelt werden.
Trägerin des rund 15 Mio. DM teuren Projektes, das vom Bundesamt für Naturschutz wissenschaftlich betreut wurde, war die Stadt Lingen (Ems). Begleitet wurde das Projekt durch Arbeitsgruppen der Carl von Ossietzky Universität Oldenburg.
Für die Umgestaltungsmaßnahmen wurden rund 210.000 m² Erde bewegt. 175.000 m² konnten in den einzelnen Maßnahmen wieder verwendet werden.
Während der Expo befand sich in einem alten Heuerhaus im Projektgebiet eine multimediale und interaktive Ausstellung. Die Ausstellung wurde unter der Fragestellung, wie multimediale Technologien im Bereich des Umweltschutzes eingesetzt werden können, konzipiert. Ausstellung und Projektgebiet wurde von mehr als 50.000 Personen besucht.

## Hintergrund
Das Gebiet, das im Naturraum Lingener Land – Brögberner Talsandgebiet liegt, wird von mehreren Bächen bzw. Gräben entwässert. In den Niederungen und am Rand der südlich angrenzenden Endmoränen Baccumer Berge finden sich Reste ehemaliger Moore. Das Gebiet zeichnete sich bis Mitte des 20. Jahrhunderts noch durch ein abwechslungsreiches Landschaftsbild aus. Äcker und Grünlandbereiche verschiedener Feuchtigkeitsgrade wechselten sich mit ungenutzten Niedermoor- und Bruchwaldflächen ab. Die landwirtschaftlichen Nutzflächen waren durch ein umfassendes Heckensystem kleinräumig gegliedert. In den 1950er- und 1960er-Jahren wurden weite Bereiche des Gebietes durch Entwässerungsmaßnahmen urbar gemacht und in Ackerflächen umgewandelt, welche, wie auch die verbliebenen Grünlandbereiche, intensiv bewirtschaftet wurden. Nur ein geringer Flächenanteil von etwa sieben Prozent war noch naturnah, darunter degenerierte Restflächen von Niedermoorwiesen, feucht-nasser Erlenbruchwald und mäßig feuchter Stieleichen-Birkenwald sowie Hecken.
Das Projektgebiet umfasst auf einer Fläche von 110 Hektar den Großen und den Kleinen Brögberner Teich, Teile des Lingener Mühlenbachs, des Schillingmanngrabens und des Kaienfehngrabens, eine Niedermoorwiese, Heckensysteme, den Baccumer Bruch und Feuchtwiesen. Auf den übrigen Flächen wird weiter intensive Landwirtschaft betrieben.
Zwischen 1989 und 1999 wurden durch vielfältige Maßnahmen feuchte bis nasse Biotope wiederhergestellt und miteinander vernetzt.

## Brögberner Teiche
Die Brögberner Teiche sind eine Teichlandschaft im Nordosten von Lingen (Ems), östlich der Ortschaft Brögbern.
Die Teichlandschaft wird geprägt vom bis zum Frühjahr 1995 wiederhergestellten, 27,2 Hektar großen Feuchtgebiet Großer Brögberner Teich im Norden und dem bis zum Winter 1997/1998 wiederhergestellten, 11,8 Hektar großen Feuchtgebiet Kleiner Brögberner Teich im Süden.
Im Bereich der Brögberner Teiche wurden durch Wiedervernässung ehemals landwirtschaftlich genutzte Flächen zu Feuchtgebieten umgewandelt. Das Feuchtgebiet Großer Brögberner Teich umfasst dabei Wasserflächen, Verlandungs- und Sumpfzonen sowie Feuchtwaldbereiche. Bei normalen Wasserständen wird rund die Hälfte des Wassers aus dem hier verlaufenden Lingener Mühlenbach durch die Teiche geleitet. Um der Frage nachzugehen, inwieweit die im Wasser gelösten Nährstoffe Stickstoff und Phosphat auf natürliche Weise entfernt werden können, sind die Teiche als Nitrifikations- und Denitrifikationsstrecke ausgelegt. Dafür wurde eine mit Weiden und Erlen bepflanzte Insellandschaft angelegt, in der das Wasser zunächst mit Sauerstoff angereichert und Stickstoffverbindungen von Mikroorganismen zu Nitrat oxidiert werden (Nitrifikationsstrecke). Im letzten Drittel der Teiche wird das Wasser durch einen Sandrücken geleitet, in dem das Nitrat unter Luftabschluss zu elementarem Stickstoff reduziert wird (Denitrifikationsstrecke). Dieser wird dann in die Luft abgegeben bzw. dem Wasser durch Schilf und Binsen entzogen.
Das Feuchtgebiet Kleiner Brögberner Teich, das vom Schillingmanngraben durchflossen wird, umfasst ebenfalls Wasserflächen, Verlandungs- und Sumpfzonen sowie Feuchtgebüsche. Es wurde zu einer Erlen- und Weidenbruchzone mit einer verhältnismäßig langen Verweildauer des Wassers umgestaltet und dient dadurch dem Abbau von adsorbierbaren organisch gebundenen Halogenverbindungen (AOX) durch Mikroorganismen. Bei den adsorbierbaren organischen Halogenverbindungen handelt es sich überwiegend um Reste von Pflanzenschutzmitteln, die in der Regel schwer abbaubar sind.
Die entstandenen Flächen können außerdem im Falle eines Hochwassers Wasser aus dem Lingener Mühlenbach bzw. dem Schilligmannsgraben aufnehmen und dienen so als Retentionsfläche.

## Bachläufe
Neben der Gestaltung der Teichlandschaften sind auch die Wasserläufe des Lingener Mühlenbachs, des Schillingmanngrabens und des Kaienfehngraben auf einer Länge von rund sechs Kilometern naturnah umgestaltet worden. Am Lingener Mühlenbach wurde bis zum Frühjahr 1996 auf 4,7 Hektar und am Schillingmanngraben bis Winter 1997/98 auf 7,2 Hektar die Bachauenlandschaft wiederhergestellt. An allen drei Gewässern wurden größtenteils beidseitig 15 bis 20 Meter breite Gewässerrandstreifen angelegt und die Böschungen abschnittsweise abgeflacht, aufgeweitet und bepflanzt. Das Wasser kann sich so seinen Weg durch unterschiedliche Bereiche mit Flach- und Steilufern, Spülsäumen, Mäandern und Stillwasserzonen selbst suchen. Die breiten Gewässerrandstreifen führen außerdem dazu, dass der Nähr- und Schadstoffeintrag aus den angrenzenden landwirtschaftlichen Nutzflächen in die Bäche verringert wird.

## Baccumer Bruch
Im Bereich des Baccumer Bruchs wurde ein 37,4 Hektar großes Feuchtgebiet angelegt. Die Nutzung des Gebietes, das stark entwässert war, wurde seit 1992 extensiviert. Nach dem Rückbau der Gräben und der Anlage eines flachen Niedermoorsees wurde im Frühjahr 1996 mit der Wiedervernässung begonnen. Der Baccumer Bruch wurde so wieder zu einem größeren Feuchtgebiet mit Erlenbruchwald, Niedermoorwiesen und Wasserflächen mit Verlandungs- und Sumpfbereichen.

## Feuchtwiesen
Im Bereich einer Moorwiese bei Brockhausen wurde die Nutzung extensiviert und das Gebiet bis 1992 auf einer Fläche von sechs Hektar vernässt sowie Kleingewässer angelegt.

## Hecken
Das historisch gewachsene System aus Hecken, welches das Gebiet kleinräumig gliederte, wurde bis Ende der 1980er-Jahre weiträumig beseitigt. Im Rahmen des Projektes wurden bis Winter 1997/98 auf einer Länge von rund acht bis neun Kilometern etwa neun Hektar für die Region typische Hecken, Benjeshecken, Wallhecken und Lesesteinwälle wieder angelegt und das bestehende Heckensystem wieder miteinander vernetzt und erweitert. Alle Hecken wurden mit einem breiten Krautsaum versehen, der die ökologische Funktion der Hecken erheblich optimiert.

## Naherholung
Das Entwicklungsgebiet ist über mehrere Routen für Radfahrer, Inline-Skater und Fußgänger erschlossen. Entlang dreier ausgezeichneter Routen befinden sich mehrere Informationstafeln. Im Bereich des Großen Brögberner Teiches verläuft ein Erlebnispfad. Dieser bestand ursprünglich aus unbehandeltem Holz, welches jedoch im Laufe der Zeit verrottete, so dass der Weg erneuert werden musste. Am Großen und Kleinen Brögberner Teich sind ferner drei Aussichtstürme errichtet worden. Ein weiterer befindet sich am Baccumer Bruch.